# Heteronygmia chismona
Heteronygmia chismona är en fjärilsart som beskrevs av Swinhoe 1903. Heteronygmia chismona ingår i släktet Heteronygmia och familjen tofsspinnare. Inga underarter finns listade i Catalogue of Life.